# Lekkoatletyka na Letnich Igrzyskach Olimpijskich 1952 – bieg na 400 m przez płotki mężczyzn
Bieg na 400 metrów przez płotki mężczyzn podczas XV Letnich Igrzysk Olimpijskich w Helsinkach rozegrano 20 (eliminacje i ćwierćfinały) i 21 lipca 1952 (półfinały i finał) na Stadionie Olimpijskim w Helsinkach. Zwycięzcą został reprezentant Stanów Zjednoczonych Charles Moore, który w ćwierćfinale ustanowił rekord olimpijski uzyskując czas 50,8 s (wyrównał ten rekord w biegu finałowym).

## Rekordy

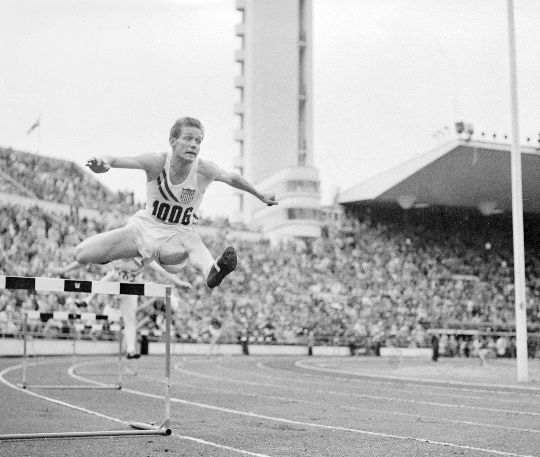
Charles Moore

|                   | Zawodnik     | Narodowość        | Czas | Data               | Miejsce   |
| ----------------- | ------------ | ----------------- | ---- | ------------------ | --------- |
| Rekord świata     | Glenn Hardin | Stany Zjednoczone | 50,6 | 26 lipca 1934(dts) | Sztokholm |
| Rekord olimpijski | Roy Cochran  | Stany Zjednoczone | 51,1 | 31 lipca 1948(dts) | Londyn    |

## Wyniki
| Poz. - pozycja |
| – rekord świata \| – rekord krajowy \| – rekord życiowy \| = – wyrównany rekord życiowy \| · – najlepszy wynik w sezonie \| = – wyrównany najlepszy wynik w sezonie \| – rekord olimpijski |
| Fn – falstart \| DNF – nie ukończył \| DNS – nie wystartował \| DSQ – zdyskwalifikowany |

### Eliminacje
Rozegrano osiem biegów eliminacyjnych. Do ćwierćfinałów awansowało po trzech najlepszych zawodników z każdego biegu (Q).

#### Bieg 1
| Poz. | Zawodnik         | Narodowość        | Rezultat | Uwagi |
| ---- | ---------------- | ----------------- | -------- | ----- |
| 1    | Charles Moore    | Stany Zjednoczone | 51,8     | Q     |
| 2    | Lars Ylander     | Szwecja           | 53,7     | Q     |
| 3    | Eitaro Okano     | Japonia           | 54,2     | Q     |
| 4    | Rudolf Haidegger | Austria           | 54,8     |       |
| 5    | Johny Fonck      | Luksemburg        | 57,8     |       |
| –    | José Fórmica     | Hiszpania         | DNS      |       |

#### Bieg 2
| Poz. | Zawodnik           | Narodowość        | Rezultat | Uwagi |
| ---- | ------------------ | ----------------- | -------- | ----- |
| 1    | Timofiej Łuniow    | ZSRR              | 54,3     | Q     |
| 2    | Lee Yoder          | Stany Zjednoczone | 55,2     | Q     |
| 3    | Ken Doubleday      | Australia         | 55,4     | Q     |
| 4    | Muhammad Shafi     | Pakistan          | 56,1     |       |
| 5    | Ingi Þorsteinsson  | Islandia          | 56,5     |       |
| –    | Zvonimir Sabolović | Jugosławia        | DNS      |       |

#### Bieg 3
| Poz. | Zawodnik        | Narodowość        | Rezultat | Uwagi |
| ---- | --------------- | ----------------- | -------- | ----- |
| 1    | Anatolij Julin  | ZSRR              | 53,6     | Q     |
| 2    | Fotis Kosmas    | Grecja            | 53,9     | Q     |
| 3    | Roland Blackmon | Stany Zjednoczone | 54,8     | Q     |
| 4    | Ragnar Graeffe  | Finlandia         | 55,0     |       |
| 5    | Jörn Gevert     | Chile             | 56,1     |       |
| 6    | Emin Doybak     | Turcja            | 56,6     |       |

#### Bieg 4
| Poz. | Zawodnik        | Narodowość | Rezultat | Uwagi |
| ---- | --------------- | ---------- | -------- | ----- |
| 1    | Jurij Litujew   | ZSRR       | 53,5     | Q     |
| 2    | Rainer Pelkonen | Finlandia  | 54,2     | Q     |
| 3    | Robert Bart     | Francja    | 54,5     | Q     |
| 4    | Pedro Yoma      | Chile      | 56,8     |       |
| 5    | Paulino Ferrer  | Wenezuela  | 1:02,1   |       |
| –    | Samuel Anderson | Kuba       | DNS      |       |

#### Bieg 5
| Poz. | Zawodnik     | Narodowość        | Rezultat | Uwagi |
| ---- | ------------ | ----------------- | -------- | ----- |
| 1    | Ron Wilke    | Południowa Afryka | 54,5     | Q     |
| 2    | Arvo Hilli   | Finlandia         | 54,6     | Q     |
| 3    | Rune Larsson | Szwecja           | 55,9     | Q     |
| 4    | Mirza Khan   | Węgry             | 56,3     |       |

#### Bieg 6
| Poz. | Zawodnik           | Narodowość      | Rezultat | Uwagi |
| ---- | ------------------ | --------------- | -------- | ----- |
| 1    | John Holland       | Nowa Zelandia   | 53,3     | Q     |
| 2    | Sven-Olov Eriksson | Szwecja         | 54,3     | Q     |
| 3    | Angus Scott        | Wielka Brytania | 54,9     | Q     |
| 4    | Kemal Horulu       | Turcja          | 55,2     |       |
| 5    | Karl Schmid        | Szwajcaria      | 57,5     |       |

#### Bieg 7
| Poz. | Zawodnik           | Narodowość      | Rezultat | Uwagi |
| ---- | ------------------ | --------------- | -------- | ----- |
| 1    | David Gracie       | Wielka Brytania | 54,2     | Q     |
| 2    | Wilson Carneiro    | Brazylia        | 56,0     | Q     |
| 3    | Hans Schwarz       | Szwajcaria      | 56,3     | Q     |
| 4    | Fernando Fernandes | Portugalia      | 56,8     |       |
| 5    | Doğan Acarbay      | Turcja          | 1:02,7   |       |

#### Bieg 8
| Poz. | Zawodnik        | Narodowość      | Rezultat | Uwagi |
| ---- | --------------- | --------------- | -------- | ----- |
| 1    | Armando Filiput | Włochy          | 53,8     | Q     |
| 2    | Harry Whittle   | Wielka Brytania | 53,9     | Q     |
| 3    | Antal Lippay    | Węgry           | 54,0     | Q     |
| 4    | Amadeo Francis  | Portoryko       | 54,0     |       |
| 5    | Jean Thureau    | Francja         | 56,7     |       |

### Ćwierćfinały
Rozegrano cztery biegi ćwierćfinałowe. Do półfinałów awansowało po trzech najlepszych zawodników z każdego biegu.

#### Bieg 1
| Poz. | Zawodnik           | Narodowość        | Rezultat | Uwagi |
| ---- | ------------------ | ----------------- | -------- | ----- |
| 1    | Charles Moore      | Stany Zjednoczone | 50,8     | Q,    |
| 2    | Anatolij Julin     | ZSRR              | 52,4     | Q     |
| 3    | Armando Filiput    | Włochy            | 53,0     | Q     |
| 4    | Robert Bart        | Francja           | 53,0     |       |
| 5    | Sven-Olov Eriksson | Szwecja           | 53,8     |       |
| 6    | Hans Schwarz       | Szwajcaria        | 54,0     |       |

#### Bieg 2
| Poz. | Zawodnik        | Narodowość        | Rezultat | Uwagi |
| ---- | --------------- | ----------------- | -------- | ----- |
| 1    | John Holland    | Nowa Zelandia     | 52,2     | Q     |
| 2    | Lee Yoder       | Stany Zjednoczone | 53,3     | Q     |
| 3    | David Gracie    | Wielka Brytania   | 53,9     | Q     |
| 4    | Arvo Hilli      | Finlandia         | 54,0     |       |
| 5    | Fotis Kosmas    | Grecja            | 55,3     |       |
| 6    | Wilson Carneiro | Brazylia          | 59,4     |       |

#### Bieg 3
| Poz. | Zawodnik      | Narodowość        | Rezultat | Uwagi |
| ---- | ------------- | ----------------- | -------- | ----- |
| 1    | Jurij Litujew | ZSRR              | 52,2     | Q     |
| 2    | Antal Lippay  | Węgry             | 52,7     | Q,    |
| 3    | Harry Whittle | Wielka Brytania   | 52,8     | Q     |
| 4    | Lars Ylander  | Szwecja           | 53,1     |       |
| 5    | Ron Wilke     | Południowa Afryka | 54,5     |       |
| 6    | Ken Doubleday | Australia         | 1:00,2   |       |

#### Bieg 4
| Poz. | Zawodnik        | Narodowość        | Rezultat | Uwagi |
| ---- | --------------- | ----------------- | -------- | ----- |
| 1    | Timofiej Łuniow | ZSRR              | 52,7     | Q     |
| 2    | Roland Blackmon | Stany Zjednoczone | 52,7     | Q     |
| 3    | Rune Larsson    | Szwecja           | 53,3     | Q     |
| 4    | Angus Scott     | Wielka Brytania   | 53,4     |       |
| 5    | Rainer Pelkonen | Finlandia         | 53,9     |       |
| 6    | Eitaro Okano    | Japonia           | 54,4     |       |

### Półfinały
Rozegrano dwa biegi półfinałowe. Do finału awansowało po trzech najlepszych zawodników z każdego biegu.

#### Bieg 1
| Poz. | Zawodnik        | Narodowość        | Rezultat | Uwagi |
| ---- | --------------- | ----------------- | -------- | ----- |
| 1    | Jurij Litujew   | ZSRR              | 51,8     | Q     |
| 2    | John Holland    | Nowa Zelandia     | 52,0,    | Q     |
| 3    | Anatolij Julin  | ZSRR              | 52,1     | Q     |
| 4    | David Gracie    | Wielka Brytania   | 52,4     |       |
| 5    | Roland Blackmon | Stany Zjednoczone | 52,7     |       |
| 6    | Rune Larsson    | Szwecja           | 53,9     |       |

#### Bieg 2
| Poz. | Zawodnik        | Narodowość        | Rezultat | Uwagi |
| ---- | --------------- | ----------------- | -------- | ----- |
| 1    | Charles Moore   | Stany Zjednoczone | 52,0     | Q     |
| 2    | Harry Whittle   | Wielka Brytania   | 52,9     | Q     |
| 3    | Armando Filiput | Włochy            | 53,0     | Q     |
| 4    | Lee Yoder       | Stany Zjednoczone | 53,0     |       |
| 5    | Antal Lippay    | Węgry             | 53,0     |       |
| 6    | Timofiej Łuniow | ZSRR              | 53,1     |       |

### Finał
| Poz. | Zawodnik        | Narodowość        | Rezultat | Uwagi |
| ---- | --------------- | ----------------- | -------- | ----- |
| 1    | Charles Moore   | Stany Zjednoczone | 50,8     | =     |
| 2    | Jurij Litujew   | ZSRR              | 51,3     |       |
| 3    | John Holland    | Nowa Zelandia     | 52,2     |       |
| 4    | Anatolij Julin  | ZSRR              | 52,8     |       |
| 5    | Harry Whittle   | Wielka Brytania   | 53,1     |       |
| 6    | Armando Filiput | Włochy            | 54,4     |       |